# Michael S. Engel
Pour les articles homonymes, voir Engel.
Michael S. Engel, né le 24 septembre 1971 à Creve Coeur (Missouri), est un paléoentomologiste américain. 

## Biographie
Michael S. Engel fait ses études à l'université du Kansas où il obtient deux diplômes, en biologie cellulaire et en chimie, puis à l'université Cornell où il obtient son doctorat d'entomologie en 1998. En 2006, il bénéficie d'une bourse Guggenheim.
Il a participé à des fouilles en Asie centrale et en Asie mineure.
Il enseigne à l'université du Kansas, (département d'écologie et de biologie évolutive). 
Michael S. Engel dirige la division de la zoologie des invertébrés du musée américain d'histoire naturelle de New York, ainsi que la division d'entomologie du musée d'histoire naturelle rattaché à l'université du Kansas.
Il est auteur ou co-auteur de plusieurs centaines d'articles scientifiques.

## Œuvres
- Innumerable Insects: The Story of the Most Diverse and Myriad Animals on Earth (Natural Histories), éd. Sterling, 2018,
- Evolution of the Insects, avec la collaboration de David Grimaldi[6], éd. Cambridge University Press , 2007